# コステル・パンティリモン
コステル・ファネ・パンティリモン（Costel Fane Pantilimon ルーマニア語発音: [kosˈtel pantiliˈmon]、1987年2月1日 - ）は、ルーマニア・バカウ出身の同国代表の元サッカー選手。ポジションはゴールキーパー。現在はリーガIIIのポリテフニカ・ティミショアラのゼネラルマネージャーを務める。

## 経歴

### クラブ

#### ポリテフニカ・ティミショアラ
地元バカウを本拠地とするCSアエロスタル・バカウでキャリアをスタートすると、U-19ルーマニア代表でのプレーが脚光を浴び、自身19歳の誕生日となった2006年2月1日にFCポリテフニカ・ティミショアラ (ポリ・ティミショアラ)へ移籍した。当初、マリウス・ポパ次ぐ2番手であり、2007年3月のFCディナモ・ブカレスト戦までリーガ1初出場まで時間を要したが、2008年5月にマリアン・ヤンク会長がポパをリザーブチーム送りにしたことに伴い正GKの地位に就くことになり、2009年10月17日のFCチェアラゥル・ピアトラ・ネアムツ戦では、ダン・アレクサ、ゲオルゲ・ブクル、アルマン・カラミアンとアルタヴァズドのカラミアン兄弟が揃ってベンチだったことで初めて主将を務めた。
UEFAチャンピオンズリーグ 2009-10予選3回戦のFCシャフタール・ドネツク戦において、2試合共に90分出場し、昨季のUEFAカップ 2008-09王者を見事破ることに貢献した。

#### マンチェスター・シティ

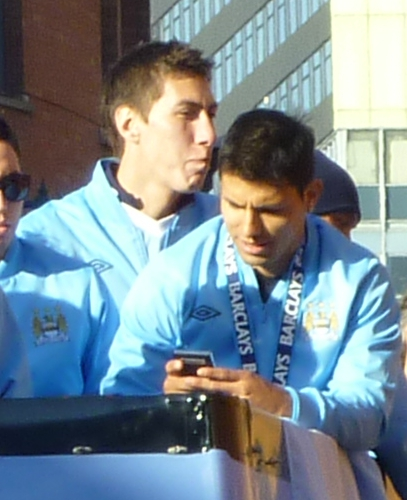
2012年5月、マンチェスター・シティFCのプレミアリーグ優勝パレードの際のセルヒオ・アグエロとパンティリモン (左)

2011年8月5日、シェイ・ギヴンの退団に伴ってジョー・ハートの控えを探していたプレミアリーグ (イングランド1部)のマンチェスター・シティFCと契約し、労働許可証が付与された11日に1シーズンの期限付き移籍で正式に加入が決定する。クラブがカップ戦で控えGKを起用する考えから、9月21日にフットボールリーグカップのバーミンガム・シティFC戦 (2-0)で初出場を飾り、10月26日のウルヴァーハンプトン・ワンダラーズFC戦 (5-2)でも任されると、続く敵地エミレーツ・スタジアムでのアーセナルFCとの準々決勝 (1-0)でもプレーしており、同試合では前半に2度に渡って素晴らしいセーブを見せ、無失点での勝利に貢献したことでマン・オブ・ザ・マッチに選出された。FAカップ3回戦のマンチェスター・ユナイテッドFCとのマンチェスター・ダービー (2-3)といった重要な試合に出場した際に、ウェイン・ルーニーのペナルティーキックを一旦は防いだものの、こぼれ球を決められてしまった。
2011年12月2日、移籍金300万ポンドの2016年までの契約で完全移籍をする。2012-13シーズンのFAカップにおいて、5試合中4試合で無失点を達成し、チェルシーFCを相手に1失点に抑える優れたパフォーマンスを見せたことにより、ロベルト・マンチーニ監督から5月11日のウィガン・アスレティックFCとの決勝戦を任される旨を伝えられた。しかし、試合当日朝にマンチーニ監督と守備コーチとの話し合いによって前夜の約束が覆され、決勝戦はハートが先発を務め、チームは0-1で敗戦した。
2013年9月24日に本拠地で行われたリーグカップのウィガン戦 (5-0)で2013-14シーズン初出場を飾り、無失点に抑えたプレーはマヌエル・ペジェグリーニ監督に称賛された。それから5週間後、10月30日のニューカッスル・ユナイテッドとのリーグカップでも2-0と無失点を達成してベスト8進出に貢献すると、3日後の11月2日に本拠地で行われたノリッジ・シティFC戦 (7-0)で念願のプレミアリーグ初出場を飾り、シーズン3度目の無失点を記録した。11月7日のUEFAチャンピオンズリーグ 2012-13でのCSKAモスクワ戦 (5-2)で先発する。11月10日のサンダーランドAFC戦がリーグ2試合目だった。最終的に同シーズンはリーグ戦7試合に出場し、2014年3月2日にウェンブリー・スタジアムで行われたサンダーランドとのリーグカップ決勝戦 (3-1)では、先発を任され、タイトル獲得に一役買った。
マンチェスター・シティでの3シーズンにおいて、2度のリーグ優勝を経験する中、リーグ戦での無失点が3試合だったように控えだったが、リーグカップとFAカップでは1番手だった。

#### サンダーランド
2014年6月16日に4年契約でサンダーランドAFCへ自由移籍することが発表され、今度はヴィト・マンノーネと定位置争いを繰り広げることとなる。8月27日にリーグカップ2回戦のバーミンガム戦 (3-0)で初出場を飾った。10月のアーセナル (0-8)、次のサウサンプトンFC (0-2)との2試合で10失点とマンノーネが不振を見せていたこともあり、11月3日のクリスタル・パレス戦 (3-1)において、サンダーランドでのリーグ戦初出場をした。

### 代表

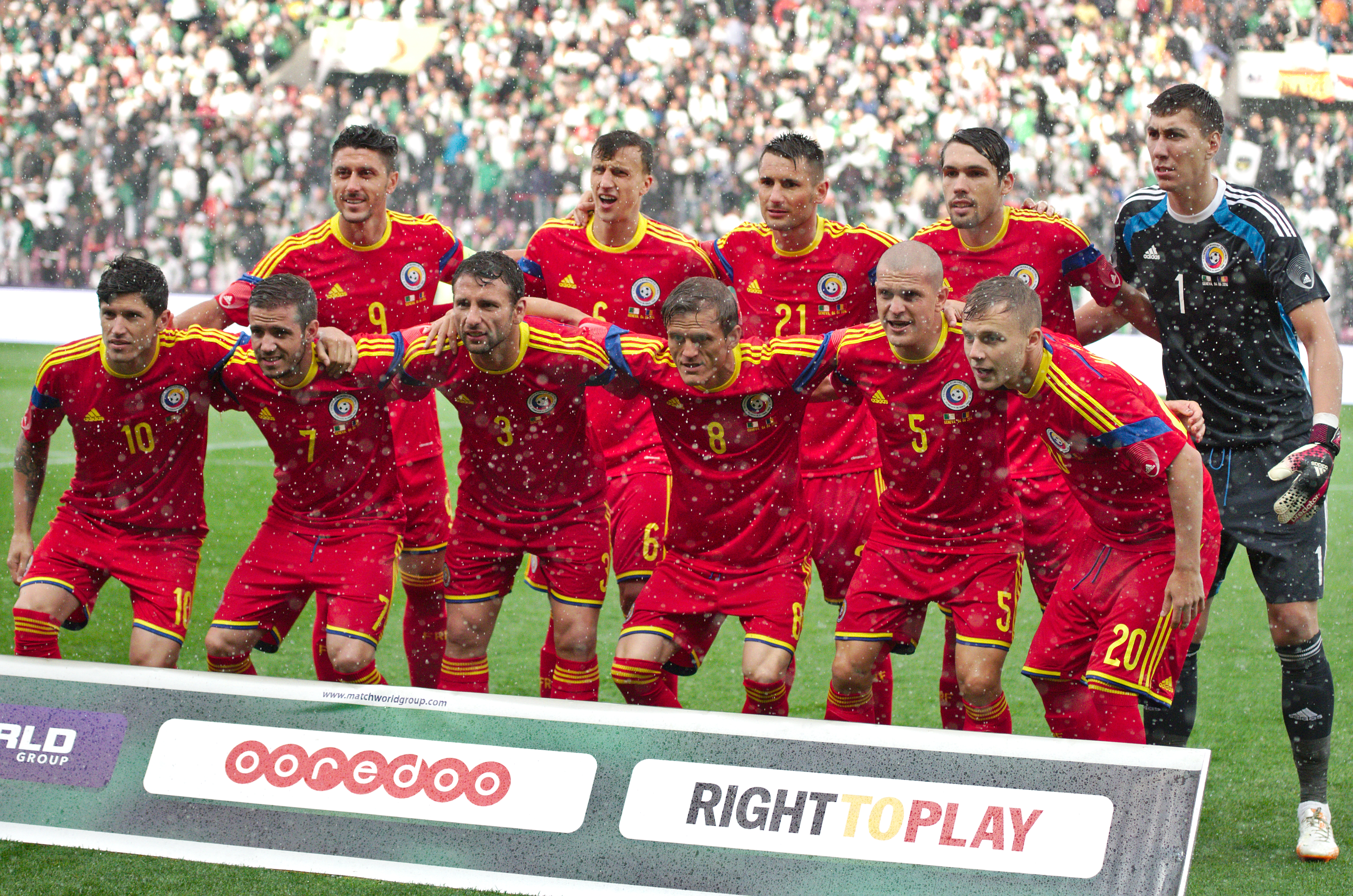
2014年8月のルーマニア代表でのパンティリモン (右)

U-21代表を経て、2008年11月19日にジョージアとの親善試合において、ボグダン・ロボンツとの交代で後半からルーマニアA代表デビューをした。以後、年齢が近いチプリアン・タタルシャヌとは正GKを巡っており、比較をされている。

## 個人成績

### クラブでの成績
出典:
| 所属クラブ                   | シーズン         | リーグ           | リーグ | リーグ | カップ | カップ | 国際大会 | 国際大会 | 合計 | 合計 |
| 所属クラブ                   | シーズン         | 所属リーグ       | 出場   | 得点   | 出場   | 得点   | 出場     | 得点     | 出場 | 得点 |
| ---------------------------- | ---------------- | ---------------- | ------ | ------ | ------ | ------ | -------- | -------- | ---- | ---- |
| アエロスタル・バカウ         | 2003-04          | リーガ3          | 0      | 0      |        |        | -        | -        | 0    | 0    |
| アエロスタル・バカウ         | 2004-05          | リーガ3          | 0      | 0      |        |        | -        | -        | 0    | 0    |
| アエロスタル・バカウ         | 2005-06          | リーガ3          | 9      | 0      |        |        | -        | -        | 9    | 0    |
| アエロスタル・バカウ         | 合計             | 合計             | 9      | 0      |        |        | -        | -        | 9    | 0    |
| ポリテフニカ・ティミショアラ | 2005-06          | リーガ1          | 0      | 0      |        |        | -        | -        | 0    | 0    |
| ポリテフニカ・ティミショアラ | 2006-07          | リーガ1          | 8      | 0      | 2      | 0      | -        | -        | 1    | 0    |
| ポリテフニカ・ティミショアラ | 2007-08          | リーガ1          | 5      | 0      | 0      | 0      | -        | -        | 5    | 0    |
| ポリテフニカ・ティミショアラ | 2008-09          | リーガ1          | 31     | 0      | 4      | 0      | 2        | 0        | 37   | 0    |
| ポリテフニカ・ティミショアラ | 2009-10          | リーガ1          | 21     | 0      | 0      | 0      | 9        | 0        | 30   | 0    |
| ポリテフニカ・ティミショアラ | 2010-11          | リーガ1          | 28     | 0      | 1      | 0      | 3        | 0        | 32   | 0    |
| ポリテフニカ・ティミショアラ | 合計             | 合計             | 93     | 0      | 7      | 0      | 14       | 0        | 114  | 0    |
| マンチェスター・シティ       | 2011-12          | プレミアリーグ   | 0      | 0      | 4      | 0      | 0        | 0        | 4    | 0    |
| マンチェスター・シティ       | 2012-13          | プレミアリーグ   | 0      | 0      | 7      | 0      | 0        | 0        | 7    | 0    |
| マンチェスター・シティ       | 2013-14          | プレミアリーグ   | 7      | 0      | 10     | 0      | 1        | 0        | 18   | 0    |
| マンチェスター・シティ       | 合計             | 合計             | 7      | 0      | 21     | 0      | 1        | 0        | 29   | 0    |
| マンチェスター・シティ       | 2014-15          | プレミアリーグ   | 27     | 0      | 3      | 0      | -        | -        | 30   | 0    |
| マンチェスター・シティ       | 合計             | 合計             | 27     | 0      | 3      | 0      | -        | -        | 30   | 0    |
| キャリア通算成績             | キャリア通算成績 | キャリア通算成績 | 127    | 0      | 31     | 0      | 15       | 0        | 173  | 0    |

### 代表での成績
出典:
| ルーマニア代表 | 国際Aマッチ | 国際Aマッチ |
| 年             | 出場        | 得点        |
| -------------- | ----------- | ----------- |
| 2008           | 1           | 0           |
| 2009           | 3           | 0           |
| 2010           | 5           | 0           |
| 2011           | 5           | 0           |
| 2012           | 0           | 0           |
| 2013           | 2           | 0           |
| 2014           | 3           | 0           |
| 2015           | 1           | 0           |
| 2016           | 4           | 0           |
| 2017           | 3           | 0           |
| 通算           | 27          | 0           |

## タイトル
ポリテフニカ・ティミショアラ
- クパ・ロムニエイ 準優勝: 2006-07, 2008-09

マンチェスター・シティ
- プレミアリーグ: 2011-12, 2013-14[33]
- フットボールリーグカップ: 2013-14[19]
- FAコミュニティ・シールド: 2012[34]
- FAカップ 準優勝: 2012-13[35]